# (100498) 1996 XK
(100498) 1996 XK es un asteroide perteneciente al cinturón de asteroides, descubierto el 1 de diciembre de 1996 por el equipo del Spacewatch desde el Observatorio Nacional de Kitt Peak, Arizona, Estados Unidos.

## Designación y nombre
Designado provisionalmente como 1996 XK.

## Características orbitales
1996 XK está situado a una distancia media del Sol de 2,230 ua, pudiendo alejarse hasta 2,707 ua y acercarse hasta 1,752 ua. Su excentricidad es 0,214 y la inclinación orbital 6,422 grados. Emplea 1216 días en completar una órbita alrededor del Sol.

## Características físicas
La magnitud absoluta de 1996 XK es 15,8.